# Sinapylalkohol
Sinapylalkohol (trans-3,5-Dimethoxy-4-hydroxyzimtalkohol) ist eine chemische Verbindung aus der Gruppe der Phenylpropanoide bzw. der Zimtsäure-Derivate.

## Vorkommen
Sinapylalkohol kommt natürlich neben Cumarylalkohol und Coniferylalkohol als Monomer von Lignin (dem Stützpolymer von Pflanzen und Holz) vor. Dabei ist Sinapylalkohol der Hauptbestandteil des Lignins bei Laubhölzern. Die Biosynthese von Sinapylalkohol erfolgt in einem vielstufigen Prozess, bei dem im Phenylpropanstoffwechsel aus Phenylalanin oder Tyrosin trans-Zimtsäure gebildet wird, die durch Hydroxylierung und Methylierung zu Sinapinsäure umgesetzt wird. Diese wiederum wird über den Sinapinaldehyd zu Sinapylalkohol reduziert. Es ist auch die Biosynthese aus einer Aldehydstufe durch die Coniferylaldehyd-5-Hydroxylase (Cald5H), anschließende Methylierung durch 5-Hydroxyconiferylaldehyd-O-Methyltransferase (AldOMT) und letztendlich Reduktion durch die Sinapylalkohol-Dehydrogenase (SAD).

## Eigenschaften
Sinapylalkohol ist ein luftempfindlicher Feststoff. Das technische Produkt enthält bis zu 20 % Ethylacetat.